# Різниківська сільська рада (Бахмутський район)
| Різниківська сільська рада — орган місцевого самоврядування у Бахмутському районі Донецької області з адміністративним центром у с. Різниківка. Сільській раді підпорядковані населені пункти: - с. Різниківка - с. Свято-Покровське |

## Склад ради
Рада складається з 16 депутатів та голови.

## Керівний склад сільської ради
| ПІБ                             | Основні відомості                                                         | Дата обрання | Дата звільнення |
| ------------------------------- | ------------------------------------------------------------------------- | ------------ | --------------- |
| Кабацький Володимир Миколайович | Сільський голова, 1953 року народження, освіта, член Партії регіонів      | 26.03.2006   | 31.10.2010      |
| Кабацький Володимир Миколайович | Сільський голова, 1953 року народження, освіта вища, член Партії регіонів | 31.10.2010   |                 |

Примітка: таблиця складена за даними джерела